# Pedro Jiménez de Castro
Pedro Jiménez de Castro López (Talavera de la Reina, 26 de marzo de 1886 - Ibíd., 6 de noviembre de 1938) fue un poeta español, representante cultural y asiduo colaborador de diarios y revistas de su tiempo. Su estilo poético está inmerso en el paso del siglo XIX al XX, marcado por el romanticismo heredado de esos años y sin verse afectado por las modas vanguardistas de la época.
Sus restos reposan, como no podía ser de otro modo, en el cementerio de Talavera de la Reina, ciudad natal que hace unas décadas le dedicó la Plaza Poeta Pedro Jiménez de Castro.

## Biografía
Hijo de Bernardo Jiménez de Castro y de Visitación López Oliva, ingresó siendo niño en el Seminario Diocesano de Toledo, donde estudió Latín y Humanidades hasta que decidió abandonar los estudios de la carrera sacerdotal. Su larga estancia en aquel lugar explica la expresión de su amor a la Virgen y la intensa influencia religiosa en sus poemas, que allí inició desde muy joven; poesías llenas de amor e ingenuidad, como “La vara florida” (dedicado a San José). También, según se ha tenido constancia en algún periódico, a la edad de 18 años escribió un “Himno a Talavera”:
Salud, patria querida, ciudad del gran Mariana…
En Toledo compone notables poemas: “Piedras viejas”, “Nocturno”, “En la Casa de Greco”, “La medicina y la sotana”… Allí se enamora y entabla relaciones con Carmen de la Cruz González, joven toledana con la que contraería matrimonio y con la que más tarde se instala en Talavera de la Reina. La pareja tuvo tres hijos: Bernardo, María del Carmen y Sagrario. Él era contable de unos importantes almacenes de alimentación, y fue miembro de la junta rectora de La Unión Mercantil. En las dos conferencias que en el año 1912 da en esta Sociedad, descubrimos a una persona de espíritu “regeneracionista” y carácter ilustrado, que ayuda a impulsar la iniciativa de abrir una Escuela de Formación de Dependientes de Comercio. Uno de sus modelos políticos es Joaquín Costa, del que adopta su lema “despensa y escuela, escuela y despensa”.
Durante su estancia en Toledo, estableció amistad con don José Polo Benito (deán de la catedral), don Ramón Molina Nieto (canónigo) y con el Cardenal Primado Enrique Reig Casanova. Los dos primeros son directores y fundadores del periódico El Castellano, y publican sus poemas en las diversas secciones, entre las que destaca una diaria: “RIPIOS”, que ubicará su obra crítica, la más mordaz y humorística, bajo el seudónimo de “Un Paleto”, con el que firmó durante muchos años. También fue conocido y admirado en su época con sus escritos bajo el seudónimo “Koripillo” en el diario talaverano Prometeo, del que fue cofundador.
Colaboró con asiduidad en los diarios El Comercio, La Región, El Bloque…; y también en la revista El Monasterio de Guadalupe, gran amigo de su director, Fray Jerónimo Bonilla, prior del monasterio franciscano que, en 1929, con motivo de celebrarse la efeméride de la coronación canónica de la Virgen de Guadalupe, le encargó una composición en homenaje al Rey Alfonso XIII. Pedro Jiménez de Castro lo tituló “Canto de amor y fe. LA VISIÓN DEL POETA”, que dedicó “A su majestad católica el rey Don Alfonso XIII” y que él mismo leyó ante su majestad, miembros del gobierno y cuerpo diplomático acreditado. Al terminar, mereció del rey las siguientes palabras: “Castellano, poesía magníficamente escrita… pero muy mal leída”. Y es que el humilde poeta, persona sencilla, vio traicionados sus nervios ante la magnificencia de aquel acto. El monarca le regaló un plumín de oro, que aún su familia conserva.

## Obra y estilo
Su estilo poético está inmerso en el paso del siglo XIX al XX, aunque no se ve afectado por las modas vanguardistas de la época. Podemos destacar la influencia de Gabriel y Galán, con un lirismo pleno de sabiduría popular, descripciones paisajísticas, el amor a la tierra y a la patria chica. Destaca su expresión hacia la muerte, el sentido de la vida, trascendencia de alma, la emotividad religiosa y su creencia en Dios; muchos de sus poemas se pueden ubicar en la línea existencialista de Unamuno, no exenta de la agónica angustia ante la melancolía de la vida. También de Quintana recibe la influencia del patriotismo histórico y de los héroes; y de Núñez de Arce cierto pesimismo filosófico. Y todo ello no exento del romanticismo que hereda la lírica de esos años, y el conocimiento de la poesía de Bécquer, Rubén Darío, Campoamor.
Tuvo muchos y buenos amigos a lo largo de su vida, y a todos dedicó composiciones. Era requerida su presencia para cualquier reunión cultural, que nunca rehusó y en las que siempre salía airoso, muchas veces improvisando. En la sociedad cultural recreativa El Bloque, lee su poema “Los dos tableros”, en el que contrasta el tablero del artesano (trabajo y honra, labor formativa y educativa) frente a la del tablero del juego y del vicio. Fue amigo entrañable de la familia de ceramistas Ruiz de Luna; a los que dedicó algunos poemas (“Don Quijote y Ruiz de Luna”, “Viendo tu cuadro, “RIPIOS epitalámicos”…), y para quienes escribió la que es, sin duda, su pequeño poema más conocido: “La Cerámica”, que en 1921 dejó estampado en el Libro de Honor y Visitas de la fábrica:
Oficio noble y bizarro
entre todos el primero
pues en las artes del barro
Dios fue el primer alfarero
y el hombre el primer cacharro

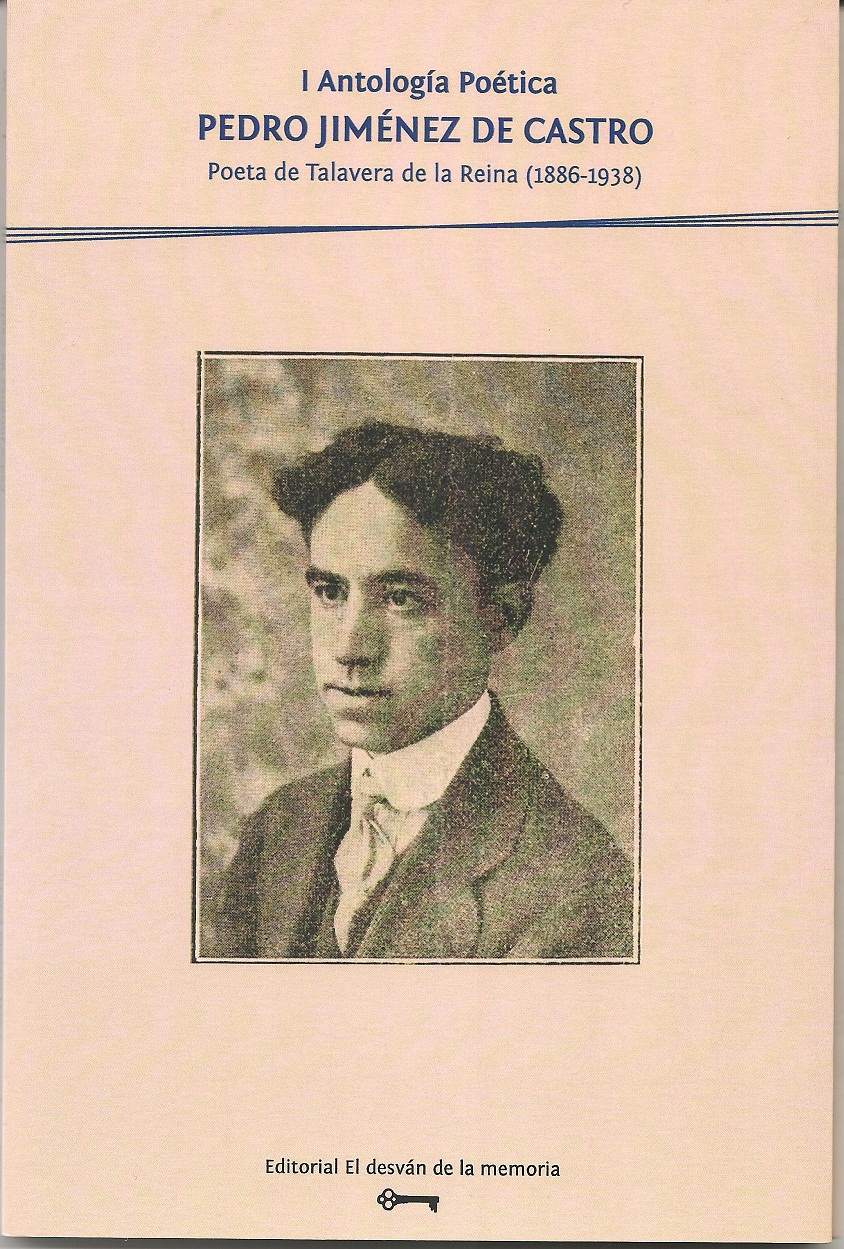
Portada de la I Antología Poética de Pedro Jiménez de Castro, (editorial El desván de la memoria).

Uno de los temas más tratados en la obra de Pedro Jiménez de Castro es el canto a la Virgen, tanto la del Sagrario (Toledo), la de La Montaña (Cáceres) como en especial a la Virgen del Prado de su Talavera de la Reina natal, para la que compone la letra de su Himno. También destacan las composiciones a su amada Talavera de la Reina, siempre presente en las evocaciones de sus versos: paisaje, río Tajo, cerámica, monumentos, personajes ilustres…; que culminan con un capricho escénico que se compone de un prólogo, dos actos y un epílogo; obra teatral versificada que permanece hasta ahora inédita, titulada Era una noble señora. Y, entre  otras, monta  obras del  padre Juan  de Mariana; lo que muestra el grado de compromiso en aquellos agitados años de fin del siglo XIX y principios del XX.
Obtuvo el primer premio en los Juegos Florales de El Escorial, que recibió del entonces presidente del gobierno Don Antonio Maura. En abril de 1924, se le prepara un homenaje al historiador talaverano Juan de Mariana, en el tercer centenario de su muerte. Compone el himno para la ocasión el músico de Talavera Eusebio Rubalcaba, con letra de Jiménez de Castro.
Pero es su familia para la que ocupa su mayor dedicación; hasta el punto de que renunció a ofertas que implicaban cambiarse de residencia, como un importante cargo en la redacción del diario El debate, que le propuso en más de una ocasión su director, el que más tarde sería cardenal Don Ángel Herrera Oria. El ánimo del poeta se ve afectado por el fallecimiento de sus padres y de modo muy especial por la muerte de su hija María del Carmen, con solo cuatro años de edad. Los diarios muestran su solidaridad con el poeta en tan duro trance:
“Castro tiene muchos amigos. Todos le quieren. Su pequeña y humilde persona se destaca en la ciudad con el relieve con el que sobresalen los hombres honrados y buenos. Batallador y activo, no hay empresa en el que él no figure, ni proyecto en el que no aporte su inteligencia, ni fiesta a la que no lleve su concurso. Toda obra buena halla en él un paladín esforzado. Su actividad y su numen dan para todo. Lo hemos visto quejoso muchas veces de la apatía de este pueblo, al que tanto ama y al que tantas veces  cantó.  Él  quisiera más,  mucho más, que su cuerpo enfermizo sabe hacer el milagro de no rendirse nunca. ¡Así hubiera muchos PALETOS en Talavera!”.
En noviembre de 1938, fallece el poeta Pedro Jiménez de Castro. Diversos diarios de la época lo reseñaron en sus páginas:
“Las letras talaveranas están de luto: ha muerto el poeta Jiménez de Castro, que durante más de un cuarto de siglo fue primerísima figura de los escritores, no sólo talaveranos, sino toledanos, como demuestra la admiración y la aureola de que se vio rodeado sobre todo en los años de su mayor actividad literaria”.
Tras su muerte, se intentó una suscripción popular para editar una selección de sus poemas, que sirviera tanto como homenaje como de herencia para su familia, que no llegó a llevarse a cabo. El 1 de diciembre se presentó su primer libro publicado, una antología de sus poemas realizada por Ramón Alcaraz García.